# Guthisuryapura
Guthisuryapura – gaun wikas samiti w zachodniej części Nepalu w strefie Lumbini w dystrykcie Nawalparasi. Według nepalskiego spisu powszechnego z 2001 roku liczył on 739 gospodarstw domowych i 4945 mieszkańców (2381 kobiet i 2564 mężczyzn).